# Wexford Wildfowl Reserve
Wexford Wildfowl Reserve (irl. Anaclann Éanlaithe Uisce Loch Garman) – ornitologiczny rezerwat przyrody, który położony jest w południowo-wschodniej części Irlandii, nad bagnistymi brzegami rzeki Slaney (irl. Slaine). Celem ochrony jest zachowanie siedlisk i miejsc gniazdowania ponad 140 gatunków ptaków.

## Położenie
Rezerwat znajduje się w południowo-wschodniej Irlandii, w dolinie rzeki Slaney, która dzieli hrabstwo Wexford na dwie części. Rezerwat Wexford usytuowany jest w północnej części doliny i zajmuje powierzchnię 194 ha. Znany jest zwłaszcza ze względu na dzikie gęsi, które zatrzymują się tam podczas dorocznych migracji.

## Ptaki
W okresie od października do kwietnia w rezerwacie znajduje schronienie co najmniej jedna czwarta światowej populacji gęsi białoczelnej z Grenlandii, zwanej również gęsią białoszyją. W rezerwacie znajdują schronienie również inne ptaki, w tym 28 gatunków kaczek i 12 gatunków różnych ptaków brodzących, które żyją tam przez cały rok. Spotyka się również rzadkie gatunki, takie jak cyraneczki. Alki zwyczajne, zwane również alkami krzywonosymi, często spotykane w rezerwacie Wexford, osiągają długość ciała do niemal pół metra.